# جولييت هامبتون مورغان
جولييت هامبتون مورغان (بالإنجليزية: Juliette Hampton Morgan)‏ هي أمينة مكتبة وناشطة حقوق الإنسان أمريكية، ولدت في 21 فبراير 1914 في مونتغومري في الولايات المتحدة، وتوفيت في 16 يوليو 1957.